# Jochi Kleint
Klaus-Joachim Kleint, dit Jochi, ou Jocki, né le 24 janvier 1948 à Hambourg, est un ancien pilote de rallye allemand.

## Biographie
De formation mécanicien automobile, Jochi Kleint reprit la concession familiale Saab d'Halstead, et débuta en compétition en 1968, à l'âge de 20 ans.
Ce pilote germanique, professionnel à compter de 1974, participa au championnat du monde des rallyes essentiellement entre 1978 (ainsi que la même année au championnat d'Europe de rallycross) à 1985, et au championnat d'Europe de 1977 à 1991 (essentiellement sur le territoire allemand).
Sa meilleure place en championnat mondial fut au rallye Monte-Carlo 1981, 3e sur Opel Ascona 400. 
Une performance qui aurait dû être améliorée l'année suivante car il était 2e du classement derrière son équipier Walter Röhrl et allait ainsi assurer un doublé pour la marque Opel dans l'épreuve mythique du Monte-Carlo. Hélas, des spectateurs ont recouvert la route de neige et de glace, ce qui a entraîné sa sortie de route et pas mal de dégâts sur la voiture. Il a pu repartir pour terminer finalement 7e du classement général.
Il reste actuellement instructeur automobile, dans le cadre de la Audi Driving Experience.
(Ernie Kleint, quant à lui, fut copilote de Hans Schüller dans le Safari Rally, en 1975 et 1976)

## Palmarès
- Champion d'Europe des rallyes, en 1979 sur Opel Ascona B et Opel Kadett GT/E (copilote Gunter Wanger);
- Coupe Estering en 1978 sur Volkswagen Golf GTI (championnat officieux allemand de rallye-cross à l'époque);

### Victoire en championnat d'Europe
- 1979: Boucles de Spa;
- 1979: Rallye Halkidiki;
- 1981: Rallye de Sarre;
- 1981: Rallye Hunsrück;
- 1981: Rallye des 3 Cîtés;
- 1982 et 1987: Rallye (hivernal) de Saxe;
- 1982: Rallye de Hesse
- 1985: Rallye de Yougoslavie;
- 1987: Rallye ADAC Deutschland.

### Records mondiaux[1]
(pour Volkswagen, tous à Ehra Lessien en Catégorie A1, Groupe 1)
- Distance parcourue en 24 heures, sur VW Polo Coupé GT (classe 6), avec Franz Wittmann, Ullrich Seiffert, P. Hofbauer, Volker Cordlandwehr et Herbert Schuster, à 208,133 km/h de moyenne (4 995,2 kilomètres), le 31 août 1985;
- Distance parcourue en 12 Heures, sur VW Golf G60 (future Golf Rallye tirée à 5 000 exemplaires, classe 7), avec Bernd Ostmann[2], Breinsberg et Kriss Nissen, à 241,629 km/h de moyenne, le 23 mai 1987;
- Distance parcourue en 24 Heures, sur VW Golf (classe 7), avec Ostmann, Breinsberg et Nissen, à 240,843 km/h de moyenne, le 23 mai 1987;
- 5 000 kilomètres sur VW Golf (classe 7), avec Ostmann, Nissen et Jean-Marie Carron, à 240,320 km/h de moyenne, le 24 mai 1987;
- Distance parcourue en 1 Heure, sur VW Corrado (classe 7), avec Ostmann et Breinsberg, à 262,864 km/h de moyenne, le 20 août 1988;
- Distance parcourue en 6 Heures, sur VW Corrado (classe 7), avec Ostmann et Breinsberg, à 257,112 km/h de moyenne, le 20 août 1988;
- 500 miles sur VW Corrado (classe 7), avec Ostmann et Breinsberg, à 260,704 km/h de moyenne, le 20 août 1988;
- 1 000 kilomètres sur VW Corrado (classe 7), avec Ostmann et Breinsberg, à 261,710 km/h de moyenne, le 20 août 1988;
- 1 000 miles sur VW Corrado (classe 7), avec Ostmann et Breinsberg, à 257,164 km/h de moyenne, le 20 août 1988;